# Goran Lozanovski
Goran Lozanovski (Melbourne, 11 de janeiro de 1974) é um ex-futebolista profissional australiano, atuava como meia.

## Carreira
Goran Lozanovski representou a Seleção Australiana de Futebol, nas Olimpíadas de 1996.